# Plusvalore
(Karl Marx, Il Capitale, vol. I, cap. XIV Plusvalore assoluto e plusvalore relativo, p. 556)

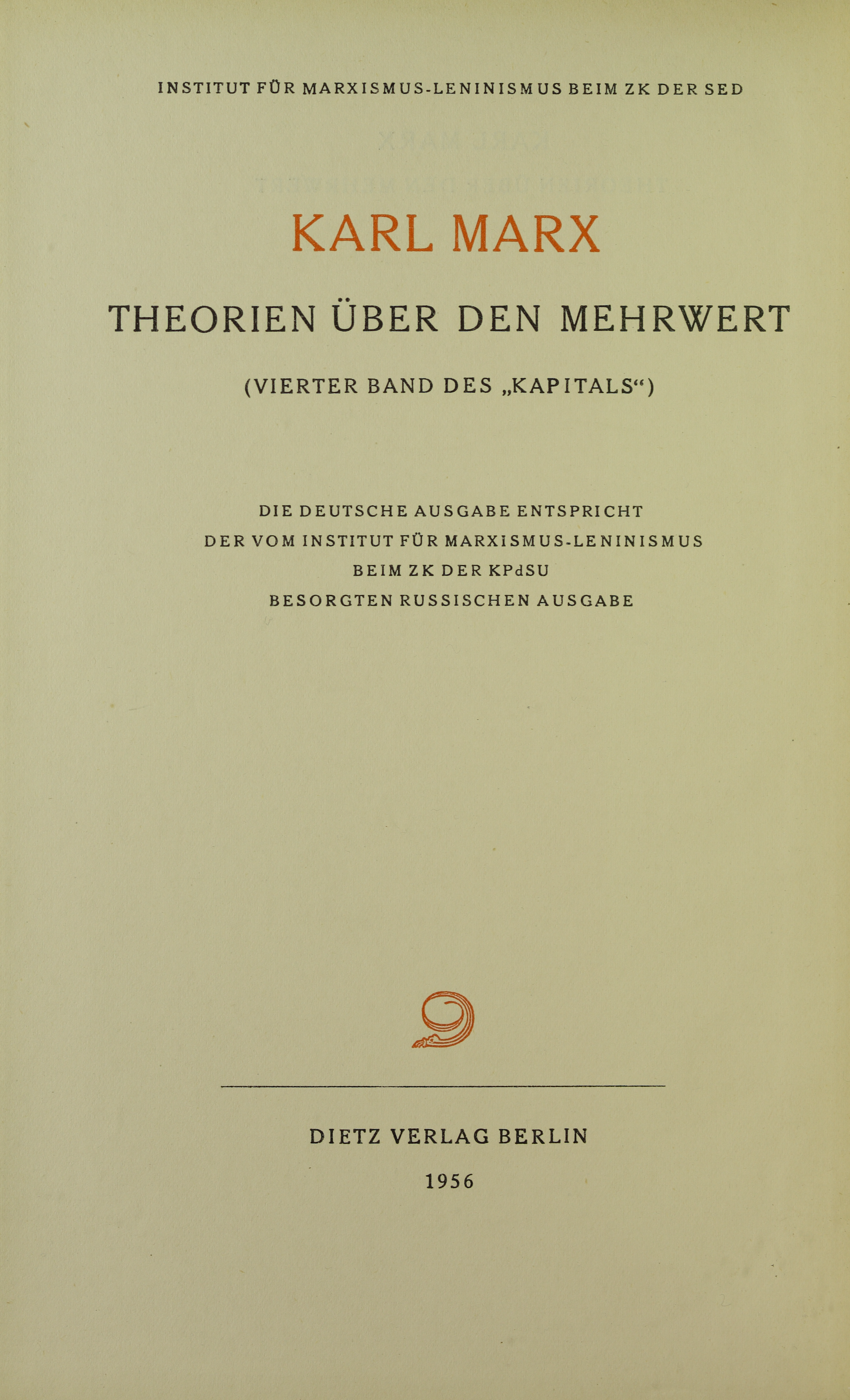
Edizione tedesca orientale del 1956 di Teorie sul plusvalore di Karl Marx

Nell'economia marxiana, il plusvalore (in tedesco Mehrwert) è uguale al valore creato durante la giornata lavorativa dai lavoratori che è in eccesso rispetto al valore della loro forza-lavoro. Viene inteso anche come profitto.
Il concetto ebbe origine nel socialismo ricardiano, con il termine "plusvalore" coniato da William Thompson nel 1824; tuttavia, non era coerentemente distinto dai concetti correlati di pluslavoro e plusprodotto. La teoria è stata successivamente sviluppata e resa popolare da Karl Marx. La formulazione marxiana è il senso standard e la base primaria per gli ulteriori sviluppi, sebbene sia contestato quanto del concetto di Marx sia originale e distinto dal concetto ricardiano.

## Origini

### XVIII secolo

#### Fisiocratici
Il padre della fisiocrazia, l'economista francese François Quesnay, poneva l'agricoltura alla base dell'economia nel Tableau économique ("Tavola economica") del 1759, sostenendo che nel processo agricolo si creava un valore aggiunto noto come "prodotto netto" (in francese produit net) dato dalla differenza tra la ricchezza totale prodotta dal contadino e la porzione della stessa consumata per la propria sussistenza. Ritenendo l'agricoltura come l'unico settore realmente produttivo, è la sola in grado di produrre un sovrappiù sotto forma di rendita o profitto.
In Réflexions sur la formation et la distribution des richesses ("Riflessioni sulla formazione e distribuzione delle ricchezze") Anne Robert Jacques Turgot affermò che, quando appena il lavoro dell'agricoltore produceva in misura superiore ai suoi bisogni grazie a un "puro dono" della natura, egli poteva usare l'eccesso per comprare i frutti del lavoro di altri membri della società. L'agricoltore riceveva quindi una ricchezza indipendente da quella necessaria per vivere e che poteva mettere in circolo. Secondo Turgot, con l'introduzione della proprietà privata della terra, nacque la figura del proprietario fondiario che portò a una minor disponibilità di terreni liberi e lasciò alle persone la sola possibilità di lavorare come contadini per i proprietari fondiari. Mentre il singolo coltivatore produceva il proprio salario e in più il reddito che serviva a retribuire tutta la classe degli artigiani e degli altri stipendiati, il proprietario fondiario riceveva dal lavoro del coltivatore i suoi mezzi di sussistenza e la "notevole eccedenza" del raccolto per pagare i lavori degli altri stipendiati.
Altri fisiocratici accennavano a un valore in eccesso prodotto dai lavoratori e sottratto dal "datore di lavoro, il proprietario e tutti gli sfruttatori".

#### James Steuart
Nel 1767, l'economista scozzese James Steuart pubblicò il saggio An Inquiry into the Principles of Political Economy ("Un'inchiesta nei principi dell'economia politica") dove introdusse il concetto di profitto positivo, ottenuto da un "aumento del lavoro, dell'industria o dell'abilità e che ha l'effetto di gonfiare o aumentare il benessere pubblico". Considerò inoltre nel prezzo di una merce la presenza di un "valore reale", determinato dalla quantità di tempo e materiale necessario per produrre un bene e dal salario dell'operaio, e di un "profitto mediante l'alienazione", determinato al momento della vendita con una sopravvalutazione della merce secondo l'offerta.

#### Adam Smith
Nel capitolo VI del libro I de La ricchezza delle nazioni (1776), l'economista scozzese Adam Smith affermò che, non appena si accumula del capitale nelle mani di singole persone, qualcuno di loro lo impiega per dar lavoro a persone industriose, fornendole di materie prime e di mezzi di sussistenza, "allo scopo di ritrarre un profitto dalla vendita del loro prodotto, ossia da ciò che il loro lavoro aggiunge al valore delle materie prime". Nello scambio tra il prodotto finito con del denaro, lavoro o con altri beni, oltre al necessario per pagare i costi di produzione e i salari, gli operai, qualcosa deve essere dato per i profitti dell'imprenditore che rischia il suo capitale per la fabbrica: di conseguenza, il valore aggiunto dagli operai ai materiali si divide nella parte necessaria per pagare il salario e in un'altra che costituisce il profitto dell'imprenditore.

### XIX secolo
In Nouveaux principes d'économie politique ("Nuovi principi dell'economia politica") del 1819, l'economista svizzero Jean Charles Léonard Simonde de Sismondi affermò che, vendendo la propria merce, un imprenditore guadagnava un "valore extra" ottenuto dalla differenza tra il valore di scambio di una merce e il suo costo di produzione.
I socialisti ricardiani, iniziarono a usare il termine "plusvalore" decenni dopo, in seguito alla sua coniazione da parte di William Thompson nel 1824.
( William Thompson, An Inquiry into the Principles of the Distribution of Wealth, 2ª ed., 1824,  p. 128.)
William Godwin e Charles Hall sono anche accreditati come i primi sviluppatori del concetto. I primi autori usavano anche i termini "lavoro in eccesso" e "prodotto in eccesso" (nel linguaggio di Marx, pluslavoro e plusprodotto), che hanno significati distinti nell'economia marxiana: il pluslavoro produce un plusprodotto, che ha un plusvalore. Alcuni autori considerano il concetto di Marx come completamente mutuato da Thompson, in particolare Anton Menger:
Cf. Karl Marx, Das Kapital, traduzione inglese del 1887, pp. 156, 194, 289, con Thompson, Distribution of Wealth, p. 163; 2ª edizione, p. 125. [...]
I veri scopritori della teoria del plusvalore sono Godwin, Hall e specialmente W. Thompson.»
( Anton Menger, Das Recht auf den vollen Arbeitsertrag in geschichtlicher Darstellung, 1899  [1886],  p. 101.)
Questa rivendicazione di priorità è stata vigorosamente contestata in un articolo di Friedrich Engels, completato da Karl Kautsky e pubblicato in forma anonima nel 1887, in cui reagiva e criticava Menger in una recensione del suo The Right to the Whole Produce of Labour ("Il diritto all'intero prodotto del lavoro"), sostenendo che era in comune soltanto il termine "plusvalore".
Una posizione intermedia riconosce il primo sviluppo ai socialisti ricardiani e altri economisti, ma attribuisce a Marx uno sviluppo sostanziale del concetto. John Spargo afferma:
( John Spargo, Socialism: A Summary and Interpretation of Socialist Principles, 1906,  pp. 203–206.)
Thomas Hodgskin (1787-1869), a cui ci si riferisce spesso come un ricardiano socialista o ricardiano di sinistra, considerava immorale per i lavoratori creare un prodotto in eccedenza di cui i capitalisti si sarebbero poi appropriati.
Johann Karl Rodbertus sviluppò una teoria del plusvalore negli anni trenta e quaranta del XIX secolo, in particolare in Zur Erkenntnis unserer staatswirthschaftlichen Zustände ("Verso un apprezzamento della nostra situazione economica") del 1842, e rivendicava la priorità su Marx, in particolare per aver "mostrato praticamente allo stesso modo di Marx, solo più brevemente e chiaramente, la fonte del plusvalore dei capitalisti". Il dibattito, schierandosi dalla parte di Marx, è dettagliato nella prefazione di Engels al secondo volume del Capitale.
Marx elaborò per la prima volta la sua dottrina del plusvalore nei manoscritti del 1857-1858 pubblicati in Per la critica dell'economia politica nel 1859, seguendo i precedenti sviluppi nei suoi scritti del 1840. Costituì l'argomento del suo manoscritto del 1862-1863 Teorie del plusvalore (successivamente pubblicato come IV volume del Capitale) e comparve nel primo volume del Capitale del 1867. Marx criticò i classici Adam Smith e David Ricardo per non aver sviluppato un concetto generale di plusvalore e sviluppando invece il plusvalore solo nelle sue varie forme.
Marx si ispirò ai socialisti ricardiani, ma la sua teoria del valore e del plusvalore è differente: non considerava la produzione mercantile come il modo di produzione appropriato o naturale per l'essenza dell'uomo e non comprendeva il principio dello scambio di equivalenti come giustizia naturale. Marx volle spiegare come sia possibile lo sfruttamento sotto il capitalismo. Secondo Marx, il plusvalore non è da intendersi come un fenomeno casuale, ma come un momento necessario dello sviluppo capitalistico.

## Teoria marxiana

### Società capitalista
L'obiettivo economico di tutte le società pre-capitaliste era la produzione di valori d'uso. Nella misura in cui i produttori diretti (ad esempio gli agricoltori) producevano più valore d'uso di quanto ne consumassero essi stessi, vi era un prodotto in eccedenza del quale si appropriavano le classi dirigenti generalmente tramite la coercizione (ad esempio come lavoro obbligatorio). Secondo la teoria marxiana, la produzione di plusvalore rappresenta una "legge assoluta" del modo di produzione capitalista e tale processo avviene secondo la legge del valore.
Il modo di produzione capitalistico non si occupa principalmente dell'appropriazione dei valori d'uso, ma implica la generalizzazione della produzione di merci ed è orientato al valore di scambio.
Secondo Marx, una società socialista o comunista è caratterizzata, tra l'altro, dal fatto che non ha proprietà privata dei mezzi di produzione, né merci, né denaro, né capitale. Nel primo volume del Capitale, Marx osservò che in una società post-capitalista la giornata lavorativa sarebbe ridotta al solo lavoro necessario.

### Fonte del plusvalore

#### Forma di denaro e capitale
Il problema di spiegare la fonte del plusvalore è così espresso da Friedrich Engels nell'Anti-Dühring:
( Friedrich Engels, Seconda Sezione: Economia - VII. Capitale e plusvalore, in Anti-Dühring, 1878.)
Nel Capitale, Marx analizzò i rapporti di mercato capitalisti secondo la formula generale del capitale {\displaystyle D-M-D'} che descrive la metamorfosi del denaro in capitale. Il denaro viene usato dal capitalista per comprare una merce da trasformare e/o rivendere per ottenere una somma di denaro {\displaystyle D'} maggiore di quella anticipata. {\displaystyle D'} è uguale al denaro {\displaystyle D} originariamente anticipato più un incremento di denaro {\displaystyle \Delta D} che serve per aumentare il capitale ({\displaystyle D'=D+\Delta D}). Tale denaro in eccesso viene identificato da Marx come plusvalore, la cui origine risiede nel lavoro umano. Afferma infatti:
(Karl Marx, Il Capitale, vol. I, cap. VI Capitale costante e capitale variabile, p. 242.)
Nel dettaglio, Marx introdusse il plusvalore a partire dall'analisi del processo di formazione dei capitali: il capitalista anticipa un capitale totale {\displaystyle C}, formato dal capitale costante {\displaystyle c} (equivalente al valore dei mezzi di produzione) e dal capitale variabile {\displaystyle v} (equivalente al valore della forza-lavoro), per ottenere un capitale realizzato {\displaystyle C'} ottenuto dalla somma del capitale totale con il plusvalore {\displaystyle p}. In formula:
- {\displaystyle C=c+v}
- {\displaystyle C'=C+p=c+v+p}

Il plusvalore rappresenta quindi il profitto del capitalista. In una lettera a Engels del 30 aprile 1868, Marx affermò:
(Karl Marx, Полное собрание сочинений, 2ª ed., tomo 32, МАРКС — ЭНГЕЛЬСУ В МАНЧЕСТЕР, p. 60.)

#### Lavoro non necessario (pluslavoro)
Il presupposto per la produzione del plusvalore è la trasformazione della forza lavoro in merce. Non possedendo i mezzi di produzione, i lavoratori sono costretti a vendere la loro forza lavoro al capitalista secondo il suo valore e in cambio di denaro, come se si trattasse di una merce. Il valore della forza lavoro è rappresentato dal totale del tempo di lavoro socialmente necessario richiesto per la sua riproduzione, ovvero il lavoro e il tempo medio richiesto per creare una determinata merce. Il capitalista compra la forza lavoro perché essa è in grado di generare altro valore.
In Salario, prezzo e profitto, Marx ipotizza che la produzione della quantità media di oggetti necessari alla vita di un operaio richieda 6 ore di lavoro medio, incorporate in una quantità d'oro uguale a tre scellini. Se lavorasse 6 ore al giorno, ovvero per il tempo di lavoro necessario come definito da Marx, produrrebbe ogni giorno un valore sufficiente per comperare la quantità media degli oggetti di cui ha bisogno quotidianamente. Essendo però un lavoratore salariato che ha venduto la propria forza lavoro di tre scellini al capitalista, quest'ultimo ha la possibilità di farlo lavorare 12 ore per generare un valore superiore a quello creato in 6 ore e necessario all'operaio per produrre l'equivalente del proprio salario (ovvero del valore della sua forza-lavoro). Nell'esempio di Marx, la giornata lavorativa dell'operaio si divide quindi in 6 ore di lavoro necessario più altre 6 ore di lavoro non necessario (definito da Marx, pluslavoro) aggiunte dal capitalista per ottenere un valore maggiore di quello pagato. Il pluslavoro genera un plusprodotto e quindi un plusvalore. Anticipando tre scellini per pagare le 12 ore di lavoro dell'operaio, il capitalista otterrà un valore di sei scellini, di cui tre verranno impiegati per pagare il salario dell'operaio e tre per formare il plusvalore di cui si appropria sotto forma di profitto.

### Tipologie

#### Plusvalore assoluto
Nel Capitale, Marx definisce il valore generato dal lavoro non necessario come "plusvalore assoluto", ovvero il plusvalore prodotto mediante il prolungamento della giornata lavorativa oltre il tempo necessario a produrre il valore dei fattori di produzione.
Il lavoratore non può acquisire direttamente questo plusvalore perché non ha diritto sui mezzi di produzione o sui suoi prodotti e la sua capacità di contrattare il salario è limitata dalle leggi e dal mercato del lavoro salariato. Questa forma di sfruttamento era ben compresa dai socialisti pre-marxiani e dai seguaci di sinistra di Ricardo, come Proudhon, e dai primi sindacalisti, che cercavano di unire i lavoratori in sindacati capaci di contrattazione collettiva, al fine di ottenere una quota dei profitti e limitare la durata della giornata lavorativa.

#### Plusvalore relativo
Il plusvalore relativo è il plusvalore derivante dall'accorciamento del tempo di lavoro necessario e dal corrispondente cambiamento nel rapporto di grandezza delle due parti costitutive della giornata lavorativa. Si ottiene principalmente:
- aumentando il pluslavoro a discapito del lavoro necessario;[2][44]
- riducendo i salari entro un determinato limite, perché se i salari scendono al di sotto della capacità dei lavoratori di acquistare i loro mezzi di sussistenza, non saranno in grado di riprodursi e i capitalisti non saranno in grado di trovare forza lavoro sufficiente;[45][46]
- riducendo il costo dei beni-salario attraverso vari mezzi, in modo da ridimensionare la crescita dei salari;[47]
- aumentando della forza produttiva e dell'intensità del lavoro in generale, tramite meccanizzazione e razionalizzazione, per una maggiore produttività.[2][42]

Il plusvalore relativo non viene creato in una singola impresa o sito di produzione. Nasce invece dalla relazione totale tra più imprese e più rami dell'industria quando il tempo di lavoro necessario alla produzione si riduce, determinando una variazione del valore della forza-lavoro. Ad esempio, quando la nuova tecnologia o le nuove pratiche commerciali aumentano la produttività del lavoro già impiegato da un capitalista, o quando le merci necessarie per la sussistenza dei lavoratori diminuiscono di valore, la quantità di tempo di lavoro socialmente necessario diminuisce, il valore della forza lavoro viene ridotto e un plusvalore relativo viene realizzato come profitto per il capitalista, aumentando il saggio generale del plusvalore nell'economia totale.
Poiché il plusvalore relativo è direttamente proporzionale allo sviluppo della forza produttiva del lavoro, mentre il valore delle merci è inversamente proporzionale allo sviluppo, e poiché il medesimo e identico processo riduce maggiormente il prezzo delle merci e ne aumenta il plusvalore, il capitalista cerca costantemente di far calare il valore di scambio delle merci.

### Saggio del plusvalore
Il saggio del plusvalore rappresenta per Marx "l'esatta espressione del grado di sfruttamento della forza lavoro da parte del capitale, o del lavoratore da parte del capitalista." Viene calcolato tramite il rapporto tra il plusvalore ({\displaystyle p}) e il capitale variabile ({\displaystyle v}).
{\displaystyle p'={\frac {p}{v}}}
Dalla formula, si ricava che la massa del plusvalore equivale al valore del capitale variabile moltiplicato per il saggio del plusvalore ({\displaystyle p=v\cdot p'}).
Marx afferma che, poiché il valore del capitale variabile è eguale al valore della forza-lavoro che determina la parte necessaria della giornata lavorativa e il plusvalore è determinato a sua volta dalla parte eccedente della giornata lavorativa, il plusvalore sta al capitale variabile nello stesso rapporto in cui il pluslavoro sta al lavoro necessario.
{\displaystyle p'={\frac {p}{v}}={\frac {pluslavoro}{lavoro\,necessario}}}
Il primo tentativo di misurare il saggio del plusvalore in unità monetarie è stato effettuato da Marx stesso nel settimo capitolo del primo libro del Capitale, utilizzando i dati di fabbrica di una filanda. In manoscritti sia editi sia inediti, Marx esamina in dettaglio le variabili che influenzano il tasso e la massa del plusvalore.
Fin dai primi studi di economisti marxisti come Eugen Varga, Charles Bettelheim, Joseph Gillmann, Edward Wolff e Shane Mage, ci sono stati numerosi tentativi di misurare statisticamente l'andamento del plusvalore utilizzando i dati di contabilità nazionale.
Marx riteneva che la tendenza storica a lungo termine sarebbe stata quella di livellare le differenze nei saggi di plusvalore tra imprese e settori economici, come spiega Marx nel terzo libro del Capitale:
per esempio la legislazione sul domicilio (settlement laws) per i braccianti agricoli in Inghilterra. In teoria si postula che le leggi del modo capitalistico di produzione si sviluppino senza interferenze. Nella vita reale c'è solo un’approssimazione, e questa approssimazione è
tanto maggiore quanto maggiore è il grado di sviluppo del modo capitalistico di produzione, e quanto più esso è riuscito a liberarsi
da contaminazioni ed interferenze con i residui di situazioni economiche anteriori.»
(Il Capitale, vol. III*, cap. X Livellamento del saggio generale del profitto, p. 217.)

### Massa totale del plusvalore
La massa totale del plusvalore è data dal plusvalore fornito dalla giornata lavorativa di un singolo operaio moltiplicato per il numero totale degli operai impiegati.
{\displaystyle P={\begin{cases}{\frac {p}{v}}\times V\\f\times {\frac {a}{a'}}\times n\end{cases}}}
{\displaystyle P} indica la massa del plusvalore, {\displaystyle {\frac {p}{v}}} il saggio del plusvalore medio giornaliero considerando un singolo operaio, {\displaystyle V} la somma complessiva del capitale variabile, {\displaystyle f} il valore medio di una singola forza-lavoro, {\displaystyle {\frac {a'}{a}}} {\displaystyle \left({\frac {pluslavoro}{lavoro\ necessario}}\right)} il suo grado di sfruttamento e {\displaystyle n} il numero dei lavoratori impiegati. Nella produzione di una determinata massa di plusvalore, la diminuzione di una variabile può essere sostituita dall'aumento di un'altra: per esempio, diminuendo il capitale variabile e aumentando il saggio del plusvalore contemporaneamente e con le stesse proporzioni, la massa del plusvalore rimane invariata. Si può quindi compensare la diminuzione del capitale con l'aumento proporzionale del grado di sfruttamento della forza-lavoro, ovvero la diminuzione del numero degli operai occupati è compensabile mediante un prolungamento proporzionale della giornata lavorativa. Entro certi limiti, l'offerta di lavoro diventa indipendente dalla offerta di operai. Viceversa, la massa dei plusvalore prodotto rimane invariata se la diminuzione del saggio del plusvalore è compensata dall'aumento proporzionale del capitale variabile o del numero degli operai occupati.
Marx formulò la legge secondo cui:
(Il Capitale, vol. I, cap. IX Saggio e massa del plusvalore, p. 345.)

### Saggio del profitto
Il saggio del profitto indica l'efficienza dell'uso del capitale totale e la redditività di un'impresa capitalista. Nel libro III del Capitale, il rapporto tra il plusvalore e il capitale totale è indicato da Marx come saggio del profitto, ovvero il saggio del plusvalore calcolato in rapporto al capitale totale. In formula:
{\displaystyle \ S_{p}={\frac {pv}{C}}={\frac {pv}{c+v}}}
All'aumentare degli investimenti complessivi sulla produzione, se aumenta la sproporzione tra capitale costante e capitale variabile in favore del primo il saggio di profitto diminuisce. Secondo Marx, il modo di produzione capitalistico porterà alla caduta tendenziale del saggio di profitto.

## Critiche

### Joseph Schumpeter
L'economista austriaco Joseph Schumpeter scrisse in Teoria dello sviluppo economico che alcune delle sue affermazioni erano simili per certi aspetti a quelle di Marx, ma accettò del plusvalore marxiano solo quello che appare come profitto imprenditoriale e interesse sul capitale. Secondo lo storico economico e studente di Schumpeter Eduard März, il plusvalore marxiano deriva dalla produzione mentre quello schumpeteriano deriva dalla circolazione.
Per Schumpeter, la funzione dell'imprenditore è semplicemente quella di introdurre innovazioni nell'economia e non di accumulare capitale traendo il plusvalore dai lavoratori. Ciò vale soprattutto per nuovi prodotti, nuovi metodi di produzione, nuove fonti di materie prime o mercati di vendita, nonché la riorganizzazione di un'industria, ad esempio creando o rompendo un monopolio. Nel caso di un imprenditore che introduce per primo un nuovo modo di produzione, può produrre a un prezzo inferiore rispetto ai suoi concorrenti e vendere al prezzo normale. Quindi realizza un profitto imprenditoriale; questo scompare quando altri ne imitano l'innovazione e la domanda dei relativi fattori di produzione aumenta. Le banche svolgono qui un ruolo importante, creando denaro ex nihilo e mettendolo a disposizione degli imprenditori.
In Capitalismo, socialismo e democrazia, Schumpeter criticò e relativizzò la teoria del valore-lavoro e preferì una teoria dell'utilità marginale. Schumpeter affermò che la teoria dello sfruttamento di Marx aveva sì cercato di spiegare lo sfruttamento in maniera scientifica ma la ritenne insostenibile. La teoria del valore-lavoro non può essere applicata alla merce forza lavoro, poiché gli operai non possono essere riprodotti come macchine.

### Eugen von Böhm-Bawerk
In La conclusione del sistema marxiano, l'economista austriaco Eugen von Böhm-Bawerk affermò che la concezione marxiana di sfruttamento è errata perché il plusvalore e il profitto non sono la stessa cosa. I profitti secondo Bohm-Bawerk risiedono nelle regolari deviazioni dei prezzi delle merci dal totale dei loro costi in lavoro. Inoltre, accusò Marx di aver ragionato per astrazione e secondo l'assunto non verificato dello scambio di merci secondo la quantità di lavoro incorporata in esse.

### Michael Heinrich
Michael Heinrich critica il fatto che Marx non fosse pienamente consapevole che la sua teoria del plusvalore non fosse empirica e non riconoscesse quanto lui stesso si fosse allontanato dal campo teorico dei Classici. Ad esempio, Marx criticò Adam Smith per aver colto il plusvalore come un dato di fatto o come una categoria generale. Secondo Heinrich, tuttavia, Smith non includeva alcuna categoria di plusvalore perché trascurava il livello non empirico su cui Marx sviluppò il suo concetto di plusvalore. Heinrich afferma inoltre che Marx non aveva sottolineato abbastanza che il lavoro è una merce speciale: il valore dei mezzi di produzione consumati è incluso nel valore di una merce comune, compreso il valore che il lavoro umano aggiunge al prodotto; il valore del lavoro come merce, invece, è determinato solo dai mezzi di sussistenza necessari.